# NGC 389
NGC 389 este o galaxie lenticulară situată în constelația Andromeda. A fost descoperită în 6 septembrie 1885 de către Lewis Swift.